# Brunsvigia pulchra
Brunsvigia pulchra là một loài thực vật có hoa trong họ Amaryllidaceae. Loài này được (W.F.Barker) D.Müll.-Doblies & U.Müll.-Doblies mô tả khoa học đầu tiên năm 1994.